# Pelle Fritz-Crone
Pelle Fritz-Crone, född 27 juni 1923 i Stockholm, död 8 augusti 1994 i Österskär, var en svensk översättare.
Mellan 1950 och drygt 40 år framåt översatte han mer än 150 böcker från engelska, danska och norska. Bland författare som han översatte märks en rad Nobelpristagare: Knut Hamsun, Samuel Beckett, Ernest Hemingway och John Steinbeck. Han höll sig dock inte för god för att också översätta deckarförfattare som Donald E. Westlake, Patricia Moyes, Helle Stangerup och Ed McBain; för detta senare erhöll han pris av Svenska Deckarakademin.
Fritz-Crone översatte också en bok tillsammans med Mirjam Fritz-Crone (1917–1994), som han var gift med till 1965; hon var sporadiskt verksam som översättare av barnböcker från engelska och danska. Han är gravsatt i minneslunden på Garnsvikens begravningsplats.

## Översättningar (urval)
- William Heinesen: Den svarta grytan (Den sorte gryde) (Forum, 1950)
- Agnar Mykle: Sången om den röda rubinen (Sangen om den røde rubin) (Bonnier, 1957)
- William Faulkner: Staden (The town) (Bonnier, 1958)
- Tove Ditlevsen: Annelise och herr Frandsen (Hvad nu Annelise?) (översatt tillsammans med Mirjan Fritz-Crone) (Svensk läraretidning, 1961)
- Erskine Caldwell: Sydstatsnoveller (Gulf coast stories) (Prisma, 1962)
- John Updike: Kentauren (The centaur) (Bonnier, 1963)
- Herman Bang: Tine (Tine) (Bra böcker, 1976)
- Maya Angelou: Sång för livet (Singin' and swingin' and gettin' merry like Christmas) (Trevi, 1983)
- Roald Dahl: Hämnden är min AB och sju andra historier (Trevi, 1990)

## Priser
- Sveriges Författarfonds premium till personer för belöning av litterär förtjänst 1963, 1969
- Svenska Deckarakademins pris för berömvärd översättargärning 1988